# 어느날 (영화)
"어느날"은 2017년에 개봉한 대한민국의 영화이다.

## 줄거리
보험회사 직원인 강수(김남길)는 아내가 죽은 후 삶의 희망을 잃고 살아간다. 그러던 어느날 교통사고로 혼수상태에 빠진 ‘미소(천우희)’의 사건을 맡게 된다.
‘강수’는 사고 조사를 위해 병원을 찾아가고, 그 곳에서 스스로 ‘미소’라고 주장하는 한 여자를 만나게 되는데 그녀는 다른 사람들 눈에 보이지 않고 오직 강수에게만 보인다.

## 캐스팅
- 김남길 : 이강수 역
- 천우희[1] : 단미소 역
- 임화영 : 선화 역
- 정선경 : 미소 모 역
- 박희본 : 박호정 역
- 정순원 : 범진 역
- 김예준 : 최지호 역
- 민무제
- 김정현 : 차 대리 역
- 이수인 : 이 대리 역
- 남영선 : 박 과장 역
- 이승연 : 수 간호사 역
- 전유림 : 진영 역
- 백상희 : 바텐더 역
- 김병순 : 선화 부 역
- 이지훈 : 미소담당의사 역
- 전한나 : 미소담당간호사 역
- 강숙 : 미소 간병인 역
- 강신철 : 나이롱 환자 1 역
- 강민지 : 나이롱 환자 2 역
- 이상원 : 나이롱 환자 3 역
- 김동현 : 나이롱 환자 4 역
- 박정미 : 주례 역
- 정미혜 : 부동산 중개인 역
- 임형규 : 집보러온부부남 역
- 정태인 : 집보러온부부여 역
- 류원택 : 보안담당 직원 역
- 옥일재 : 면담환자 역
- 이은석 : 목발환자 역
- 최솔희 : 미소병실의사 역
- 배유리 : 복도간호사 역
- 고은아 : 미소입원실간호사 역
- 배은우 : 연날리기간호사 역
- 김유주 : 선화병실간호사 역
- 나무송 : 접수처 직원 역
- 김종원 : 조는 남자 역
- 박윤호 : 응급실 의사 1 역
- 곽두환 : 응급실 의사 2 역
- 서일 : 응급실 간호사 1 역
- 김소연 : 응급실 간호사 2 역
- 정홍일 : 응급실 남구급대원 역
- 소명 : 응급실 여구급대원 역
- 최병구 : 복지관 직원 역
- 장종욱 : 복지관 직원 역
- 이경미 : 복지관 직원 역
- 권오경 : 복지관 직원 역
- 오영진 : 복지관 직원 역
- 이연우 : 복지관 직원 역
- 도혜진 : 복지관 직원 역
- 박종범 : 복지관 직원 역
- 김경일 : 복지관 직원 역
- 박태영 : 복지관 직원 역
- 허성우 : 복지관 시각장애인 역
- 이호경 : 복지관 시각장애인 역
- 김명희 : 미용실 아줌마 역
- 안소희 : 고시텔여자 역
- 유경훈 : 빠직원 역
- 이강준 : 결혼식 사회자 역
- 장은주 : 결혼식 반주자 역
- 김현수 : 결혼식 하객 역
- 최두엽 : 강수 회사 동료 역
- 원근수 : 강수 회사 동료 역
- 한세운 : 강수 회사 동료 역
- 황혜인 : 강수 회사 동료 역
- 이지형 : 강수 회사 동료  역
- 이채영 : 미소 스탠딩 역
- 정하음 : 미소 스탠딩 역
- 윤제문 : 최두용 역 (우정출연)
- 김혜옥 : 선화 모 역 (우정출연)
- 성준 : 영우 역 (우정출연)
- 이미소 : 원룸텔 관리인 역 (우정출연)
- 김영민 : 특조과 직원 역 (특별출연)
- 김중기 : 김만복 역 (특별출연)
- 신영진 : 김만복 부인 역 (특별출연)